# Čeněk Junek
Čeněk Junek, křtěný Vincenc Urban (25. května 1894 Dolní Čermná – 15. července 1928 Nürburgring) byl československý automobilový závodník, manžel automobilové závodnice Elišky Junkové. Závodil jako soukromník-amatér, občanským povoláním byl finančník a bankéř. Byl označován za sportovce-gentlemana.

## Život
Narodil se v Dolní Čermné, v rodině krejčího Vincence Junka a jeho manželky Anny, rozené Řehákové, jako nejmladší ze 13 dětí. Pokřtěn byl Vincenc Urban, užíval českou variantu křestního jména Čeněk. 

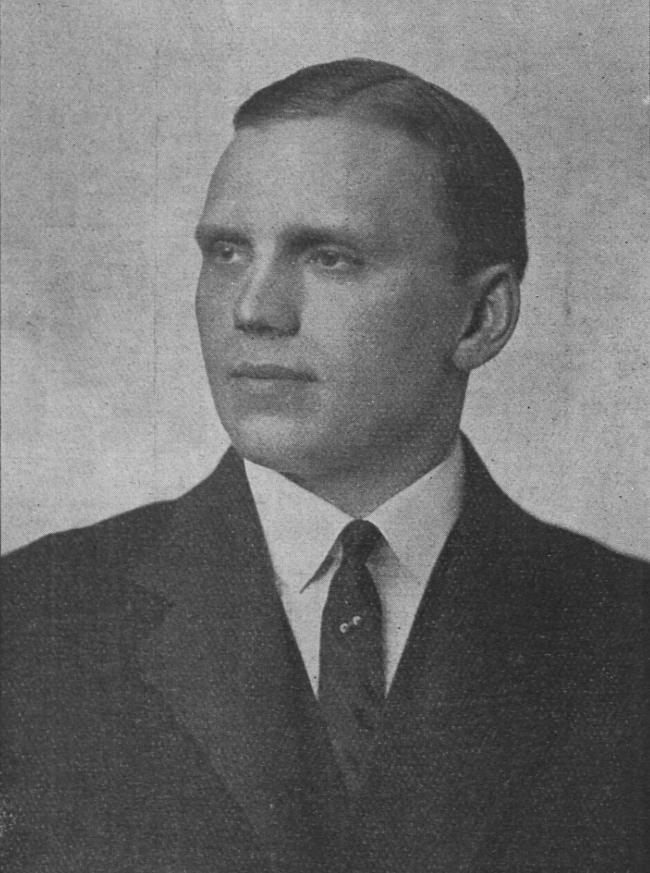
Čeněk Junek, bankéř a automobilový závodník (1894–1928)

 Byl neobyčejně nadaný a ctižádostivý, rodiče ho poslali do měšťanské školy v Kyšperku (nyní Letohrad). Po absolvování měšťanské školy se odebral mladý Junek do Prahy na Obchodní školu. Po skončení obchodní školy nastoupil do Pražské úvěrní banky jako disponent. V době 1. světové války utrpěl zranění pravé ruky a byl demobilizován. Později, zřejmě usilovným cvičením, opět ruku učinil práceschopnou, avšak k rozhodujícímu zlepšení došlo až v roce 1923. Jeho nadřízení si ho vážili a poslali jej do Olomouce, kde se zřizovala filiálka banky. Brzy se stal schopným bankéřem.
Od července roku 1921 byl členem Československého klubu automobilistů (od r. 1922 Autoklub Republiky Československé) a zapojil se aktivně do klubového života. Byl členem komise pro pořádání sportovních podniků. To již je uváděn jako v Praze bydlící a jako bankéř. O rok později se začal zúčastňovat automobilových závodů. V roce 1922 ve svém Mercedesu vyhrál populární závod Zbraslav–Jíloviště. Jezdil po výstavách a autosalonech. V říjnu 1922 byl na pařížském autosalonu, kde se seznámil i s Ettorem Bugattim, který mu později dodával vozy Bugatti. Z autosalónů a ze závodů po Evropě psal zajímavé reportáže, zvláště do časopisu čs. motoristů Auto, do Pestrého týdne atd.
V roce 1922 Junek, který byl v té době ředitelem Pražské úvěrní banky, zakoupil od Richarda Procházky statek a zámeček Humburky, ale hned v roce 1925 ho prodal MVDr. Rudolfu Randákovi z Městce Králové. Dnes objekt slouží jako domov pro seniory.
V roce 1925 založil v Praze bankovní dům Junek a spol. (Praha, Perštýn 9), jehož majitelem byl až do smrti.

### Manželství s Eliškou Junkovou
V Brně řídil pracovní tým, do kterého patřila i jeho sekretářka a korespondentka burzovního oddělení Alžběta Pospíšilová (16.11.1900-5.1.1994). V roce 1917 vedení banky Junka pověřilo, aby založil novou pobočku banky v Brně. Mezi spolupracovníky, které si vzal s sebou, byla i sekretářka Alžběta. Čeněk Junek se s ní dne 24. června 1922 oženil. Po sňatku si Alžběta změnila nejen příjmení, ale i křestní jméno. Z Alžběty Pospíšilové se tak stala Eliška Junková.

## Závodní kariéra

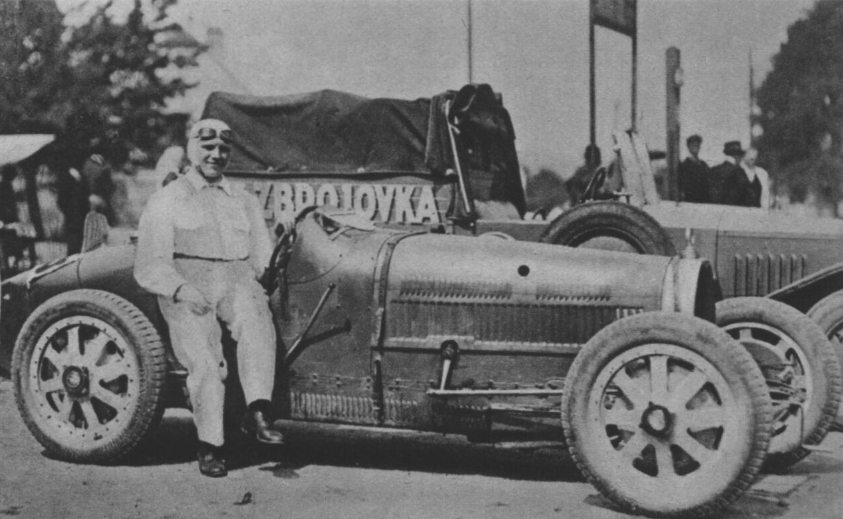
Čeněk Junek, Bugatti T35, vítěz Knovíz-Olšany (1928)

- 1922

Svůj první závod 30. dubna 1922, závod automobilů do vrchu Zbraslav-Jíloviště, s Mercedesem typ 28/95 HP (7274 cm3) v kategorii cestovních vozů s objemem válců nad 6,7 l v traťovém rekordu této kategorie vyhrál. Byl to jeho jediný, dokončený závod, který jel na Mercedesu. V červenci chtěl zúčastnit i III. mezinárodního závodu na okruhu kolem lázeňských měst, ale v tréninku ráno před závodem havaroval a vůz silně poškodil. Všechny ostatní závody jako soukromý jezdec pak absolvoval na vozech Bugatti. Zprvu závodil na Bugatti Type 30, Bugatti Type 32 a později na více modelech Bugatti Type T35.
- 1923

V roce 1923 vyhrál Zbraslav-Jíloviště (29. dubna) na cestovním Bugatti T30 do 2,0 l a celkově obsadil 2. místo, doprovázen svojí neohroženou chotí. V těch dobách posádku všech závodů tvořili jezdec a spolujezdec/mechanik. Role spolujezdkyně se tedy ujala jeho manželka, Eliška Junková. V neděli 22. července 1923 vyhrál třídu a 2. místo v absolutním pořadí na stejném voze v závodní úpravě závod automobilů do vrchu Panorama v Karlových Varech.

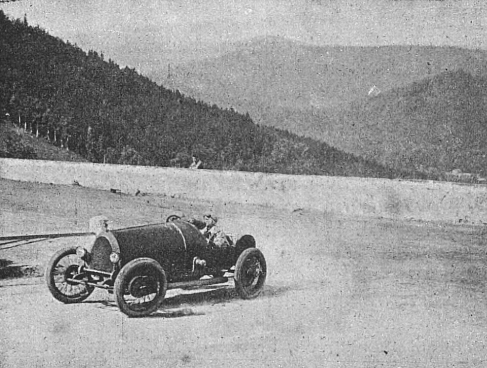
Čeněk Junek, Bugatti T30, Panorama Karlovy Vary (1923)

Sezónu ukončil dvěma závody v září 1923. Na I. mezinárodních automobilových závodech Lochotín-Třemošná na novém závodním Bugatti Type 32 "Tank" (Grand Prix 1923), které se jely 16. září, zvítězil v absolutním pořadí. Zde se mu přihodila nemilá příhoda, kterou později popsal v Pestrém týdnu. Při natáčení motoru ho "kopla" klika tak, že v okamžiku měl ruku opuchlou a neschopnou další akce. Přesto závod odjel a zvítězil, avšak on obstarával pouze řízení jednou rukou, zatímco brzdění a ostatní manipulaci s pedály obstarala jeho manželka Eliška, která jela jako spolujezdec. Faktem ale zůstalo, jak přiznal sám Junek, že se mu potom ruka "zlepšila" (po starém zranění z války) alespoň o 80 %. O 14 dnů později připojil své první vítězství v závodě do vrchu Schöber (Stožec) u Rumburka. To byly jediné dva závody, které absolvoval na Bugatti T32 "Tank".
- 1924

Závodní sezonu 1924 zahájil koncem dubna na zbraslavském kopci. Startoval opět na Bugatti T30, v kategorii cestovních automobilů do 2 l. V této kategorii zvítězil a vytvořil její traťový rekord. V klasifikaci cestovních automobilů dle formule výkonnosti obsadil 2. místo za vítězným Rudolfem Caracciolou na Mercedesu. Druhým jeho závodem měl být start na I. ročníku mezinárodního mezinárodního závodu do vrchu Brno-Soběšice (4. května), ale porucha spojky těsně před startem jej ze závodu vyřadila.
IV. ročník závodu do vrchu Schöber (6. července), kde zvítězil Jindřich Knapp na Walter 0, nedojel rovněž pro poruchu spojky, ale na Panoramě v Karlových Varech (20. července) jel úspěšně hned ve dvou kategoriích (s jedním vozem). V cestovních vozech do 2,2 l obsadil 2. místo za Vincencem Desenským na Waltru WIZ, protože byl penalizován za dvoumístný vůz, a v závodních automobilech do 2 l byl také druhý, za Mickelem na Dinosu. Při sjíždění ke startu druhé jízdy prorazil benzínovou nádržku. V následném závodě jel bez kapoty a improvizovanou nádržku (plechovku) s benzínem mu držel spolujezdec.
Sezónu 1924 ukončil v září dvěma závody do vrchu na novém Bugatti T35. Na závodu Lochotín-Třemošná oplatil Knappovi porážku ze Schöberu, vyhrál třídu závodních automobilů a celkově skončil na 2. místě. Významnou událostí tohoto závodu byla skutečnost, že v kategorii cestovních automobilů do 2 l (na Čeňkově starším voze Bugatti 30) zvítězila nová závodnice, jeho manželka Eliška Junková. A potom 21. září zvítězil v kategorii cestovních automobilů do 2 l na Ecce Homo u Šternberka (6:35,3 min) a celkově skončil v automobilech 3. za Otto Salzerem na závodním Mercedes-Benz a Fritzem von Zsolnayem na ADM II Super Sport.
- 1925

Od roku 1925 se zúčastňovali automobilových závodů jak Čeněk tak Eliška, každý sám. Eliška Junková se slabším vozem Bugatti Type 30 (osmiválec, 1991 cm3), její manžel v silnější kategorii na Bugatti T35. V roce 1925 Čeněk s novým vozem Bugatti Type 35 v 9. ročníku závodu Zbraslav-Jíloviště vyhrál třídu závodních vozů do 2 l objemu válců a celkově skončil na 2. místě za "božským" Francouzem Albertem Divem na pětilitrovém Delage "Sprint II" (13. dubna).
Celková vítězství vč. vítězství v kategorii závodních vozů do 2 l dosáhl v 2. ročníku mezinárodního závodu Brno-Soběšice (10. května), v 2. ročníku Dubí-Cínovec (7. června) a na 5. ročníku Schöberu do Stožeckého sedla (5. července). Na Panoramě v Karlových Varech (12. července) vyhrál třídu a celkově o 1,6 vt. skončil 2. za Jindřichem Knappem na Walteru 0 a na závěr sezony startoval na Ecce Homo (20. září), ale pro havárii v tréninku na start nenastoupil (nárazem na strom poškodil zadní osu).
- 1926

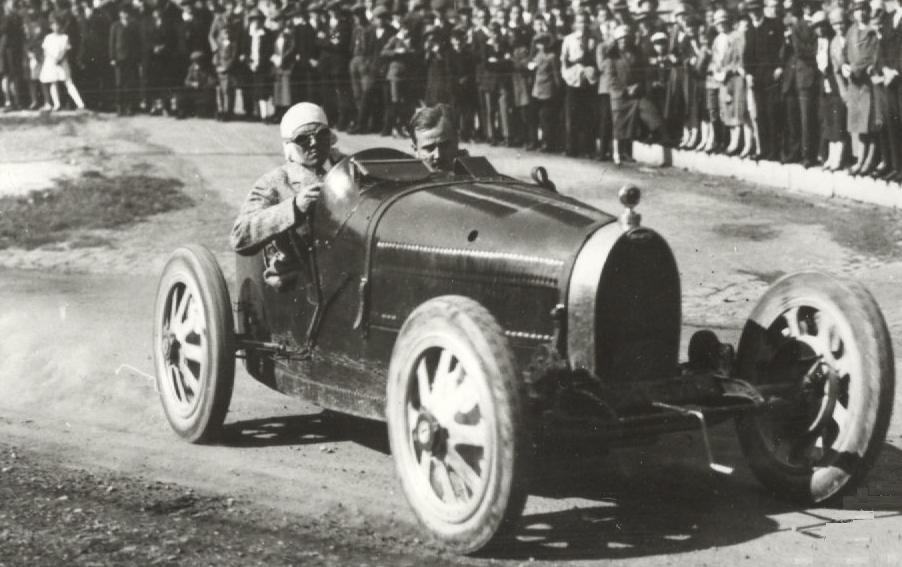
Čeněk Junek, vítězí na Bugatti T35 v závodě Hřebenka 1926 (Košíře - Sokolské Sletiště)

 Hned na začátku sezóny 1926 ho Eliška poprvé porazila, když zvítězila v absolutním pořadí závodu Zbraslav–Jíloviště (9. května) a porazila Čeňka o 1,3 vteřiny. Eliška byla i se starším sportovním autem Bugatti Type T35 (v.č. 4328) rychlejší než Čeněk na novém závodním Bugatti T35 (v.č. 4572-46). Svůj čas z roku 1925 ve stejné kategorii (sportovní vozy do 2000 cm3) překonala o plných 15,4 vteřiny. Čeněk svou třídu závodních vozů do 2,0 l vyhrál.
Nenechal se tím rozladit a i v roce 1926 dál vyhrával závodním Bugatti Type 35: 3. ročník závodu Knovíz-Olšany v traťovém rekordu (10. května), 3. ročník Brno-Soběšice (6. června), 6. ročník Schöber u Rumburka (13. června), 4. ročník Panoramy v Karlových Varech (11. července) a 6. ročník Ecce Homo (19. září), kde jako v jediném závodě jel už na dalším typu Bugatti, na novém 2,3 l Bugatti T35B (2262 cm3 s kompresorem). Vyhrál v celkovém pořadí a současně vytvořil rekord tratě. V I. klubovém závodě AKRČs "Hřebenka" z Košíř na Strahov k Sokolskému sletišti zvítězil ve třídě a v celkovém pořadí na Bugatti 35B. Jel i na Bugatti T35 ve sportovních vozech do 2,0 l a obsadil ve třídě 2. místo a celkově dosáhl šestého nejrychlejšího času. Tuto třídu vyhrála Eliška Junková na Bugatti T35. V té době měli Junkovi tři stroje Bugatti: 2x T35 a 1x T35B.
- 1927

Pro rok 1927 se manželé Junkovi rozhodli více závodit mimo Československa i na zahraničních tratích a to nejenom v závodech automobilů do vrchu. Čeněk zvítězil ve své třídě do 3,0 l v závodě Zbraslav-Jíloviště se závodním Bugatti Type 35B a v celkové klasifikaci byl časem 3:03,9 min na 2. místě. Ale oplatil Elišce loňskou porážku a vytvořil rekord třídy. Eliška jela na svém novém dvoulitru Bugatti T35C (kompresor Roots, výkon 88 kW/120 k, 1991 cm3) a vyhrála sportovní vozy do 2,0 l v čase 3:31,9 min.

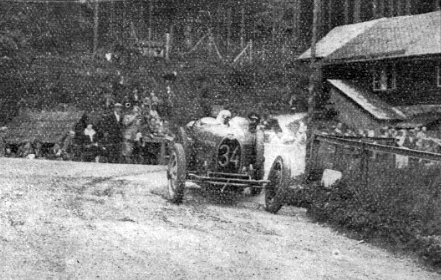
Čeněk Junek, Bugatti T35B, Pradědský okruh (1927)

Absolutním vítězem se Čeněk stal na 4. ročníku Knovíz-Olšany (15. května), na 7. ročníku Schöberu u Rumburku (26. června, tento závod Čeněk vyhrál 4x, 1923 a 1925-1927), v traťovém rekordu na Svatém Kopečku u Olomouce (11. září) a na Ecce Homo (18. září). Všechny tyto závody odjel na Bugatti T35B. Prvním, českým okruhovým závodem se pro Junkovi stal II. mezinárodní závod na okruhu pod Pradědem. Jelo se 19. června na okruhu dlouhém 22,4 km, start a cíl byl v Karlově Studánce. Závod byl vypsán na 14 kol, tj. 313,6 km. V závodě v nejsilnější kategorii přes 1,5 l zvítězil Čeněk Junek na Bugatti T35B před manželkou Eliškou. Eliška Junková startující rovněž v kategorii přes 1,5 l ale na slabším Bugatti T35C zaostala za manželem o 11 minut a 11 vteřin.
V zahraničí se zúčastnili několika závodů. Na dlouhých závodech, kde bylo povoleno střídání jezdců, startovali společně (např. Targa Florio). Eliška startovala 24. dubna na Sicílii jako první a po třech kolech měla být vystřídána Čeňkem. K tomu však nedošlo, protože v 3. kole byla nucena odstoupit pro závadu na řízení a následnou havárii. Nutno dodat, že v té době jela v čele závodu. Na kratších a nebo na "dámských" závodech startovala jen Eliška. Bylo to na Nürburgringu (Velká cena Německa sportovních vozů) v kategorii 1500–3000 cm3 (17. července), na Handicap dam (Coupé des Dames) na 50 km (14.-15. srpna) a La Coupe de Salon (16. října), oba závody na okruhu Linas-Montlhéry. Všechny tyto 3 závody Eliška vyhrála. Startovala na Bugatti T35C, ale na Targa Florio, na Coupé des Dames a na Velké ceně pařížského autosalonu (La Coupe de Salon) jela na Čeňkově Bugatti T35B.
- 1928

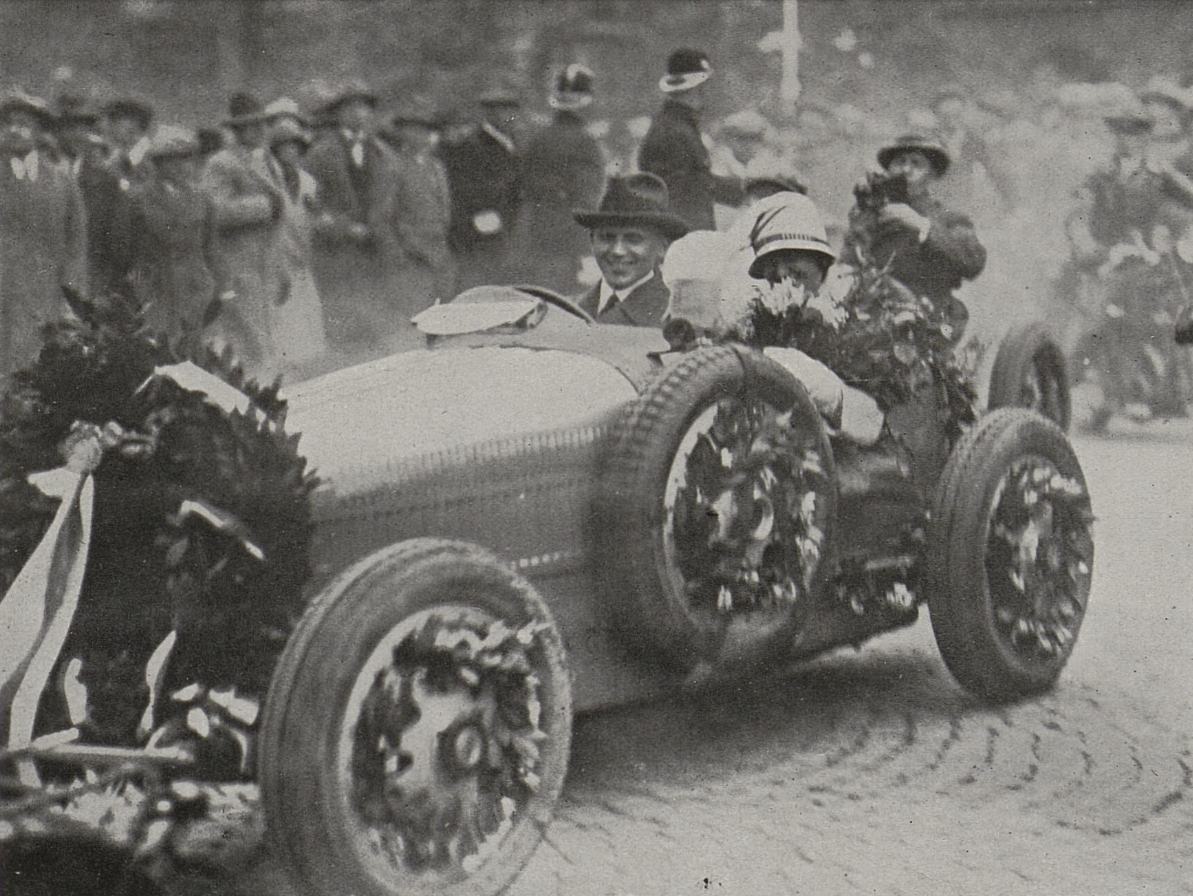
Manželé Junkovi po návratu Elišky z Targa Florio v Praze (1928)

Sezónu 1928 zahájili Junkovi 6. května na XIX. ročníku Targa Florio, ale Čeněk se z pracovních důvodů závodu neúčastnil. Eliška zde dosáhla největšího úspěchu z její samostatné kariéry. Obsadila v tomto slavném, sicilském závodě na Čeňkově Bugatti T35B páté místo.
Neúspěšným závodem pro ně byl III. mezinárodní závod 3. června na Pradědském okruhu. Čeněk v závodě s velkým náskokem na Bugatti T35B vedl a zajel nejrychlejší kolo závodu, ale pro nehodu v 11. kole z 15 vypsaných nedojel do cíle. Eliška měla během tréninku na jejím Bugatti T35C poruchu, kterou se ani po usilovné noční práci nepodařilo do nedělního rána odstranit a do závodu nemohla tedy nastoupit.
Posledním závodem, který Čeněk Junek vyhrál, byl 24. června 1928 jeho oblíbený závod do vrchu Knovíz-Olšany (3,2 km, 5. ročník, Čeněk zde vyhrál tři ročníky 1926-8) na automobilu Bugatti Type 35, kde zvítězil v čase 2:08 min průměrnou rychlostí 90 km/h. Jeho závodní Bugatti T35B již bylo převáženo na Nürburgring.

## Smrtelná nehoda
Čeněk Junek zahynul při Velké ceně Německa sportovních vozů na Nürburgringu 15. července 1928 ve voze Bugatti Type 35B v závodě třídy 1500-3000 cm³. Podle původní zprávy měla být lehce zraněna i spolujezdkyně Eliška Junková. Pozdější zprávy tuto domněnku vyvrátily (zraněným spolujezdcem byl mechanik Vykus). Vůz řízený Čeňkem Junkem se v 5. kole závodu, v ostré zatáčce Ex-Mühle na Nordschleife (severní smyčka) u Breitscheidu překotil. Junek utrpěl zranění neslučitelná se životem, přestože asi minutu po nehodě byl projíždějícím jezdcem viděn, jak stojí u vozu. Poté se složil k zemi. Příčinou bylo traumatické poranění mozku. Na znamení smutku ostatní českoslovenští závodníci (prof. MUDr. Otakar Bittmann, Hugo Urban-Emmerich) ze závodu odstoupili. Toho dne přišlo Československo o dva skvělé závodníky. Eliška Junková toho dne oficiálně oznámila ukončení své závodní kariéry. Přes časté naléhání například Ettore Bugattiho se Eliška Junková k závodění už nikdy nevrátila.
Čenek Junek měl pohřeb v Praze v pátek 20. července 1928. Je pohřben v rodinném hrobě na Vinohradském hřbitově v Praze, kam byla v roce 1994 pohřbena i Eliška Junková-Khásová.

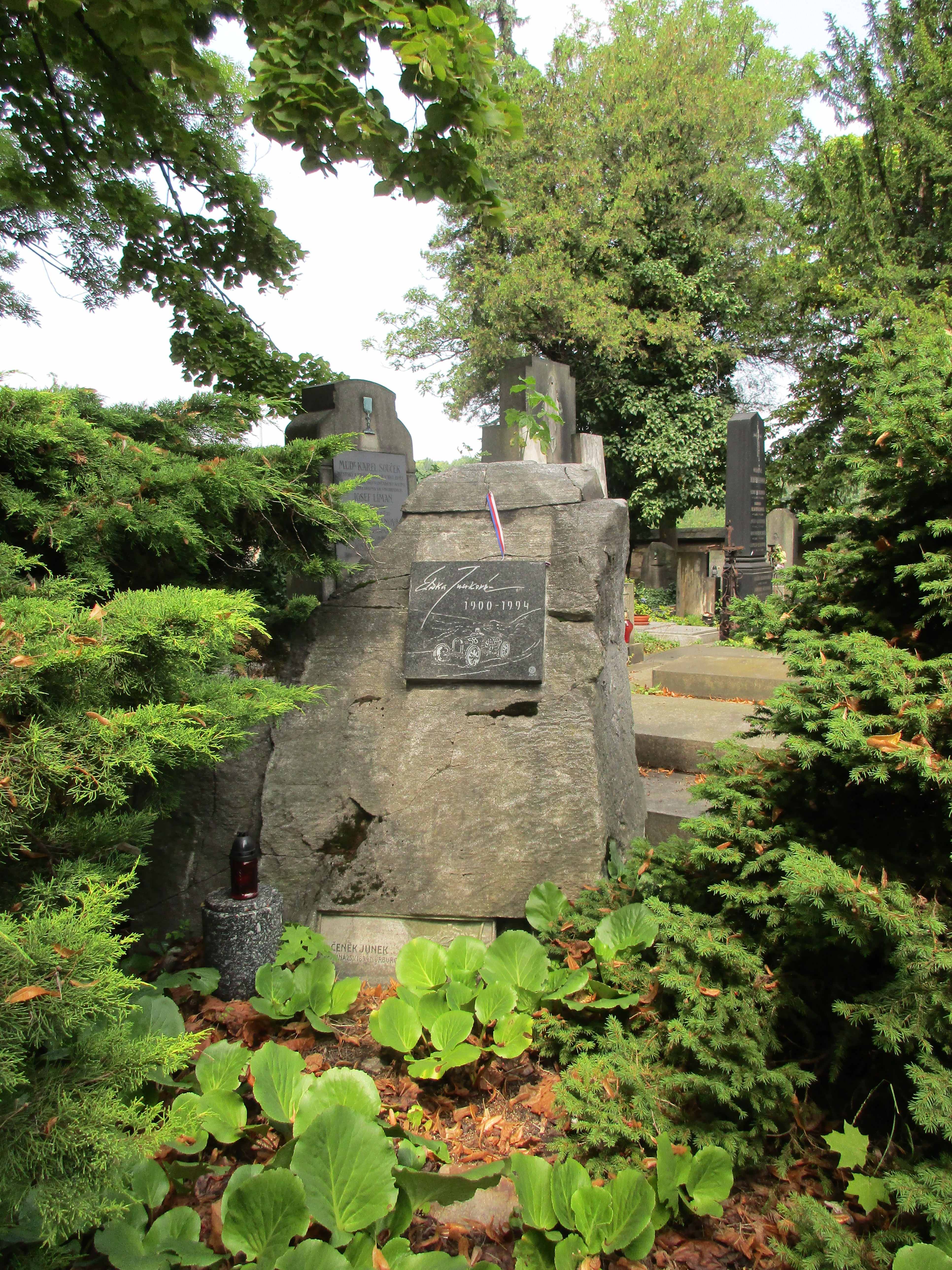
Hrob Elišky a Čeňka Junkových, Hřbitov Vinohrady 20

## Posmrtné připomínky
- Na Nürburgringu v místě tragické nehody Čeňka Junka je od roku 1929 instalována bronzová deska (In memoriam Čeněk Junek, 28.7.1928)[38]
- Na jeho počest se v Dolní Čermné jezdily Junkovy memoriály, závody motocyklů na ploché dráze (1949–1967), na ně navázaly v roce 1999–2005 jízdy historických vozidel Memoriál Čeňka Junka. Tradice jízd byla obnovena v roce 2015 Oldtimer Gentleman Car Clubem Čeňka Junka z Dolní Čermné.[39]
- V roce 1949 byla na školu v Dolní Čermné umístěna pamětní deska.
- Od roku 1999 je po něm pojmenována škola jako Základní škola Vincence Junka Dolní Čermná.[40]
- V Pražských Stodůlkách se nachází Náměstí Junkových.

## Citát
| „                | Jím odešel mně nenahraditelný učitel života. Věřím, že osudného poledne 15. července jen tělo podlehlo, jeho duch však zvítězil a žije. | “ |
| — Eliška Junková | |   |

| „                           | My všichni, kdo milujeme Nürburgring a kdo jsme ho dobyli, myslíme bezděčně při té či oné zatáčce na kamarády, kteří tu už byli v nebezpečí života nebo havarovali tak těžce, že se už nevzpamatovali. "Junkova zatáčka" byla první, jež dostala své smutné jméno. Ještě vidíme Junka po neštěstí, jak vstává a říká: "Není to tak zlé - je mi dobře" Poslední vzchopení, než se zhroutil mrtev." | “ |
| — Hans Stuck, O vteřinu ... | |   |